# José Carlos Pace
José Carlos Pace (São Paulo, 1944. október 6. – 1977. március 18.) brazil  autóversenyző, volt Formula–1-es pilóta.

## Pályafutása
Az 1960-as évek nagy részében Brazíliában versenyzett, ahol barátai, a Fittipaldi fivérek voltak a legnagyobb vetélytársai. 1970-ben a Formula–2-ben és a Formula–3-ban bajnokságban ért el sikereket, ezért az 1972-es szezonra a Williams leigazolta. Eredményesebbnek bizonyult, mint a csapat első számú pilótája Henri Pescarolo. Az idény végén otthagyta a Williams-et és a Surteeshoz igazolt, ahol időnként egészen kiváló teljesítményt nyújtott, de sok baj volt a kocsijával. 1974 közepén ezt a csapatot is otthagyta, majd a Brabhamhez igazolt. 1975-ös brazil nagydíjon szép győzelmet aratott. Az 1977-es argentin nagydíjon elért második helyezése biztatónak tűnt. A verseny után kisgépével lezuhant és meghalt. A brazíliai Sao Paulo városa mellett található versenypályát tiszteletére róla nevezték el.

## Eredményei

### Teljes Formula–1-es eredménysorozata
(Táblázat értelmezése)

(Félkövér: pole-pozícióból indult; dőlt: leggyorsabb kört futott) 

| Év   | Csapat                       | Modell        | Motor              | 1      | 2      | 3      | 4      | 5      | 6      | 7      | 8      | 9      | 10     | 11     | 12     | 13     | 14     | 15     | 16     | 17  | Helyezés | Pont |
| ---- | ---------------------------- | ------------- | ------------------ | ------ | ------ | ------ | ------ | ------ | ------ | ------ | ------ | ------ | ------ | ------ | ------ | ------ | ------ | ------ | ------ | --- | -------- | ---- |
| 1972 | Team Williams-Motul          | March 711     | Cosworth V8        | ARG    | RSA 17 | ESP 6  | MON 17 | BEL 5  | FRA Ki | GBR Ki | GER -  | AUT -  | ITA Ki | CAN 9  | USA Ki |        |        |        |        |     | 18.      | 3    |
| 1973 | Brooke Bond Oxo Team Surtees | Surtees TS14A | Cosworth V8        | ARG Ki | BRA Ki | RSA Ki | ESP Ki | BEL 8  | MON Ki | SWE 10 | FRA 13 | GBR Ki | NED 7  | GER 4  | AUT 3  | ITA Ki | CAN Ki | USA Ki |        |     | 11.      | 7    |
| 1974 | Team Surtees                 | Surtees TS16  | Cosworth V8        | ARG Ki | BRA 4  |        |        |        |        |        |        |        |        |        |        |        |        |        |        |     | 12.      | 11   |
| 1974 | Bang & Olufsen Team Surtees  | Surtees TS16  | Cosworth V8        |        |        | RSA 11 | ESP 13 | BEL Ki | MON Ki | SWE Ki | NED    |        |        |        |        |        |        |        |        |     | 12.      | 11   |
| 1974 | Hexagon Racing               | Brabham BT42  | Cosworth V8        |        |        |        |        |        |        |        |        | FRA Nk |        |        |        |        |        |        |        |     | 12.      | 11   |
| 1974 | Motor Racing Developments    | Brabham BT44  | Cosworth V8        |        |        |        |        |        |        |        |        |        | GBR 9  | GER 12 | AUT Ki | ITA 5  | CAN 8  | USA 2  |        |     | 12.      | 11   |
| 1975 | Martini Racing               | Brabham BT44B | Cosworth V8        | ARG Ki | BRA 1  | RSA 4  | ESP Ki | MON 3  | BEL 8  | SWE Ki | NED 5  | FRA Ki | GBR 2  | GER Ki | AUT Ki | ITA Ki | USA Ki |        |        |     | 6.       | 24   |
| 1976 | Martini Racing               | Brabham BT45  | Alfa Romeo Flat-12 | BRA 10 | RSA Ki | USW 9  | ESP 6  | BEL Ki | MON 9  | SWE 8  | FRA 4  | GBR 8  | GER 4  | AUT Ki | NED Ki | ITA Ki | CAN 7  | USA Ki | JPN Ki |     | 14.      | 7    |
| 1977 | Martini Racing               | Brabham BT45  | Alfa Romeo Flat-12 | ARG 2  | BRA Ki |        |        |        |        |        |        |        |        |        |        |        |        |        |        |     | 15.      | 6    |
| 1977 | Martini Racing               | Brabham BT45B | Alfa Romeo Flat-12 |        |        | RSA 13 | USW    | ESP    | MON    | BEL    | SWE    | FRA    | GBR    | GER    | AUT    | NED    | ITA    | USA    | CAN    | JPN | 15.      | 6    |

## Fordítás
- Ez a szócikk részben vagy egészben  a   José Carlos Pace című angol Wikipédia-szócikk fordításán alapul.  Az eredeti cikk szerkesztőit annak laptörténete sorolja fel. Ez a jelzés csupán a megfogalmazás eredetét és a szerzői jogokat jelzi, nem szolgál a cikkben szereplő információk forrásmegjelöléseként.

## Külső hivatkozások
- Pályafutása a grandprix.com honlapon (angolul)
- Profilja a statsf1.com honlapon (angolul)